# 粕屋十郎
粕屋 十郎（かすや じゅうろう、天保11年（1840年） - 明治2年5月11日（1869年6月20日））は、幕末期の幕臣。回天隊隊士、新選組隊士。嚮導役。姓は糟屋とも。
武蔵国江戸出身。戊辰戦争時、回天隊隊士として各地を転戦後、蝦夷地へ渡る。明治2年（1869年）1月、箱館で土方歳三配下の新選組に入隊。箱館戦争における箱館総攻撃により、新政府軍上陸地寒川（現函館山西海岸）で戦死。享年30。
| スタブアイコン | サブスタブ | この項目は、まだ閲覧者の調べものの参照としては役立たない、人物に関連した書きかけの項目です。この項目を加筆・訂正などしてくださる協力者を求めています（P:人物伝/PJ:人物伝）。 |